# ホイ麺

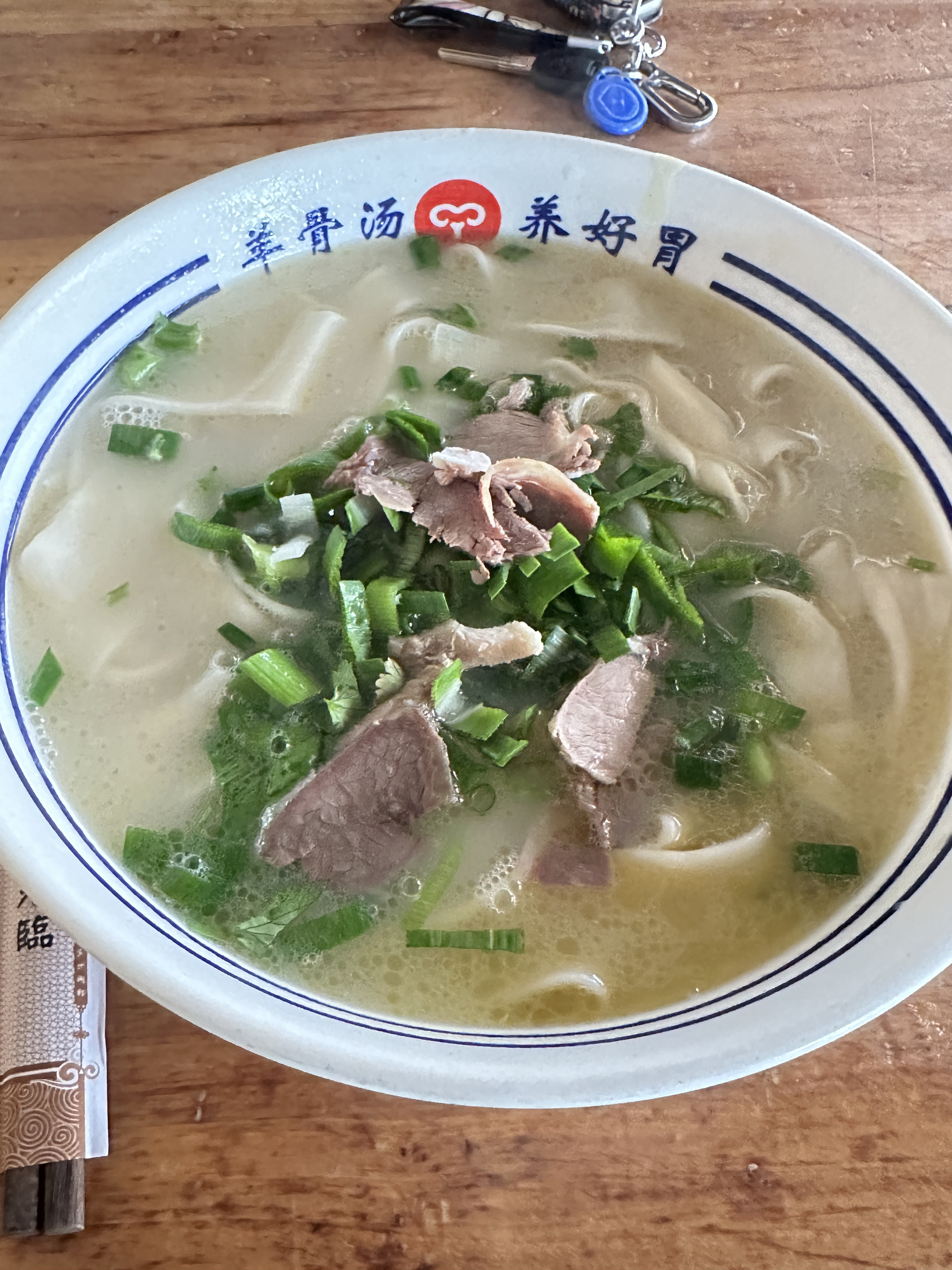
羊のホイ麺

ホイ麺、ホイメン（中国語: 烩面、燴麺）は、中華人民共和国河南省の中華麺および、その麺を用いた料理。
中国語のピンインをカタカナ表記にした場合は、「フイミェン」、「ホェイミェン」のほうが近い。

## 概要

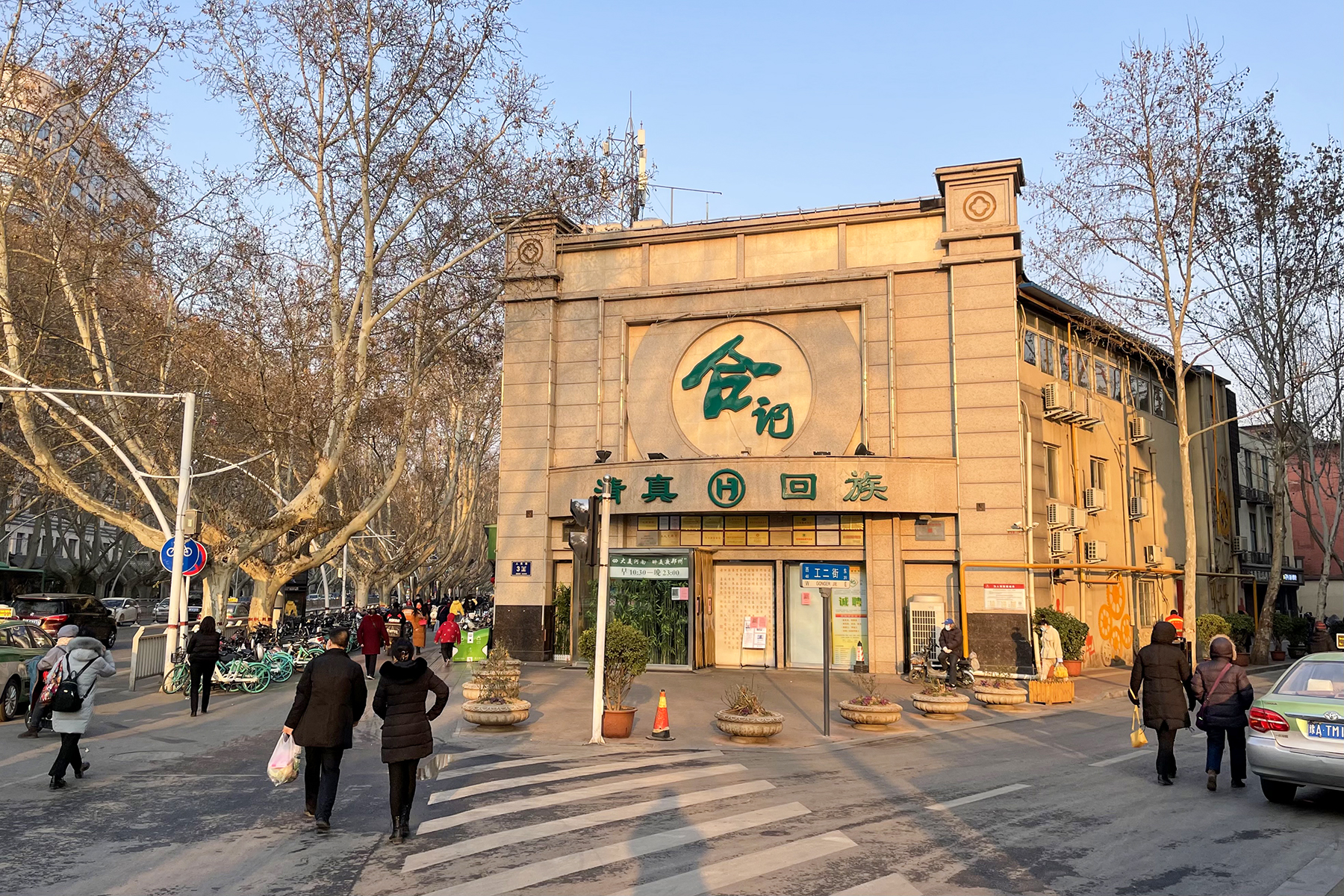
鄭州市のホイ麺専門店

小麦粉をこねて丸めて作った麺生地を手だけを使って日本のきしめん状に延ばした麺である。この麺生地を手ではなく、押し出し器を使って丸い棒状に伸ばした麺はハーラー麺となる。
「烩」は「複数の食材を合わせて煮込む」という調理法を指し、料理としては手延べの幅広麺を、青菜や肉などと一緒にスープで煮込んだ料理となる。河南省で使用される具材の組み合わせとしては、木耳、千張絲（押し豆腐の細切り）、海帯絲（切り昆布）、鵪鶉蛋（ウズラの卵）、香菜が王道である。
家庭で食されるほか、専門店もある。

## 類似する麺
ホイ麺の作り方はビャンビャン麺の作り方によく似ている。ホイ麺のほうがビャンビャン麺より細く裂かれる傾向にある。
上記のようにホイ麺はスープで煮込んで提供されるのに対し、ビャンビャン麺は油和えで食されることが多い。